# Colt Model 1903 Pocket Hammerless
A Colt Model 1903 Pocket Hammerless egy .32 ACP kaliberű, öntöltő, félautomata pisztoly, melyet John Browning tervezett és a hartfordi Colt Patent Firearms Manufacturing Company gyártott. A Colt Model 1908 Pocket Hammerless egy változata, melyet öt évvel később vezettek be .380 ACP kaliberben. A „Hammerless” (kakas nélküli) megnevezés ellenére a fegyver rendelkezik kakassal, amelyet azonban a szán hátsó része eltakar. Ennek köszönhetően a fegyvert zsebben is lehetett hordozni, illetve onnan gyorsan elő lehetett húzni, a kakas beakadása nélkül.
Ezek a pisztolyok közkedveltek voltak polgári körökben, de az Egyesült Államokban a General Officerek szolgálati fegyvere is volt az 1940-es évektől az 1970-es évekig, amikor felváltották az M15 pisztollyal. Az Office of Strategic Services a második világháború alatt az 1903-as modellel fegyverezte fel tisztjeit. A shanghai-i rendőrség az 1908-as típussal látta el a kínai rendőröket az 1920-as, 1930-as években, és az Egyesült Államokban is kedvelt tartalék lőfegyver volt a rendőrök körében.
Az igazságszolgáltatási szervek mellett a második világháborút megelőző időszakban sok bűnöző is használta az M1903 és M1908 pisztolyokat, mivel viszonylag kis méretűek és könnyen elrejthetőek voltak. 
A Colt gyártott egy hasonló elnevezésű pisztolyt, Colt Model 1903 Pocket Hammer néven .38 ACP lőszerrel, habár ez a fegyver nem kapcsolódik a jelenlegi szócikkhez. A belga FN gyár tervezett egy hasonló fegyvert FN Model 1903 jelöléssel, amely nagyobb volt és a 9×20 mm SR Browning Long lőszert tüzelte.

## Történet
1903 és 1945 között nagyjából 570 000 darab Colt Pocket Hammerless pisztolyt gyártottak, öt különböző változatban. Ezek közül néhányat rendszeresítettek az amerikai hadseregben és a légierőnél is, ahol a második világháborútól az 1970-es évekig használták őket, majd a Colt M15 pisztollyal váltották le, amely az M1911A1 kompakt változata.

## Tervezet
A fegyver neve ellenére rendelkezik kakassal, amely az ütőszeget megütve begyújtja a lövedék gyújtóját. A kakast a szán hátsó része fedi. A kakas nélküli megnevezés inkább arra utal, hogy a fegyvert könnyű elrejteni. A pisztolyt két biztosítóval látták el (markolat biztosító és manuális biztosító). A későbbi modellekre tárbiztosítót is szereltek; ez megakadályozta a fegyvert, hogy elsüljön mikor a tárat kivették, de egy töltény még benne maradt a fegyvercsőben.
1908-ban egy .380 ACP verziót vezettek be M1908 jelöléssel. Közel azonos volt az M1903 típussal, leszámítva a csőátmérőt és a tárat, amely hét darab töltény befogadására volt képes (eggyel kevesebb, mint az M1903 esetében).
A markolathéj kemény fekete gumiból, diófából vagy más speciális anyagból (elefántcsont, gyöngyház) készült.
Irányzékai rögzítettek, habár a hátsó irányzékot a szélviszonyokhoz lehet állítani.

## Változatok
- Type I - különálló fegyvercsőpersely, 4 incses cső, nincs tárbiztosító, szériaszámok 1-től 71 999-ig.
- Type II - különálló fegyvercsőpersely, 3¾ incses cső, 1908-1910, szériaszámok 72 000-től 105 050-ig
- Type III - integrált fegyvercsőpersely, 3¾ incses cső, 1910-1926-ig, szériaszámok 105 051-től 468 789-ig.
- Type IV - integrált fegyvercsőpersely, 3¾ incses cső, tárbiztosító.
- Type V - integrált fegyvercsőpersely, 3¾ incses cső, katonai irányzékok, tárbiztosító, szériaszámok 468 097-től 554 446-ig.

## Fordítás
- Ez a szócikk részben vagy egészben  a   Colt Model 1903 Pocket Hammerless című angol Wikipédia-szócikk ezen változatának fordításán alapul.  Az eredeti cikk szerkesztőit annak laptörténete sorolja fel. Ez a jelzés csupán a megfogalmazás eredetét és a szerzői jogokat jelzi, nem szolgál a cikkben szereplő információk forrásmegjelöléseként.